# نادي أيك لارنكا

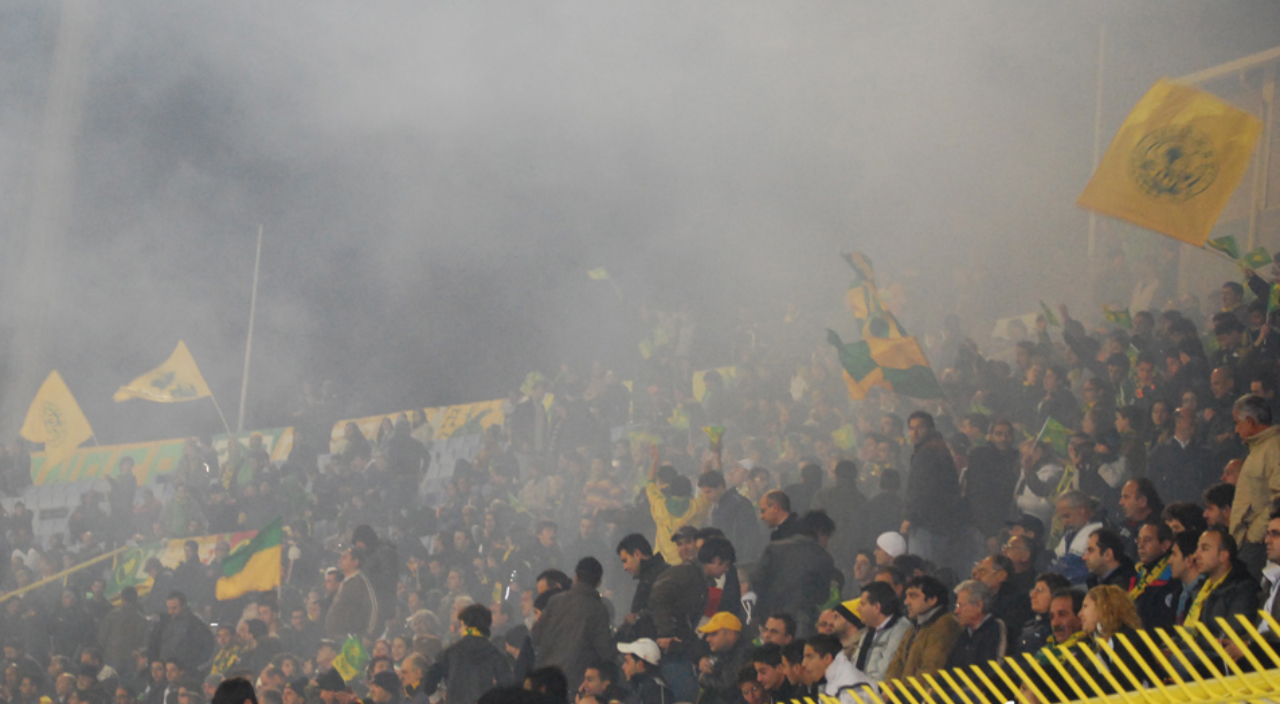
جماهير أيك لارناكا

نادي أيك لارناكا لكرة القدم (باليونانية: Αθλητική Έvωση Κίτιον)‏ نادي كرة قدم قبرصي يلعب في دوري الدرجة الأولى. تم تأسيس النادي في سنة 1994.